# Spider-Man: Edge of Time
Spider-Man: Edge of Time es un videojuego desarrollado por Activision, Beenox, basado en el superhéroe Spider-Man. El juego fue dirigido por Gerard Lehiany. La historia, escrita por Peter David, Ramiro Belanger y Gérard Lehiany, implica tanto a Peter Parker, el Spider-Man original, y Miguel O'Hara, alias Spider-Man 2099. La jugabilidad contiene un sistema "causa y efecto" en el que las acciones de un Spider-Man afectarán al otro y viceversa. Fue lanzado el 4 de octubre de 2011 en Norteamérica, el 14 de octubre de 2011 en Europa y el 26 de octubre de 2011 en Australasia. Edge of Time es el segundo título de Spider-Man en ser desarrollado por Beenox, después de Spider-Man: Shattered Dimensions de 2010, y el primero lanzado desde la decisión de Activision y Marvel en hacer a Beenox su desarrollador principal en futuros juegos de Spider-Man.

## Jugabilidad
La jugabilidad en el juego es muy similar a la jugabilidad en Shattered Dimensions. Las actualizaciones están disponibles tanto para Spider-Man como Spider-Man 2099. Las actualizaciones son compradas con XP (abreviatura de puntos de experiencia), que se pueden obtener al completar mini-desafíos, como derrotar a 30 enemigos en dos minutos. Incluyendo el sentido arácnido tradicional, cada Spider-Man tiene su propia habilidad nueva y exclusiva. El Spider-Man original (Peter Parker) cuenta con un modo "hiper-sentido", que le permite moverse rápidamente, pulverizando a los enemigos de uno en uno o correr a través de sistemas de defensa láser elaborados sin hacerse daño. Spider-Man 2099 puede crear una falsa simulación de sí mismo para desviar a un enemigo, ya sea atacar sin que se den cuenta o moverse a otra área ileso, mientras su ataque destruye algo delante de él, como una cerradura de alta seguridad.

## Trama
El juego comienza con Peter Parker/The Amazing Spider-Man peleando con Eddie Brock/Anti-Venom, quien de repente lo mata. Rebobinando de vuelta al inicio del evento, en el año 2099 Miguel O'Hara/Spider-Man 2099 investiga al científico de Alchemax, Walker Sloan. Mientras lo espiaba, Spider-Man 2099 descubre el plan de Sloan sobre viajar en el tiempo y establecer a Alchemax en los años pasados antes de su tiempo, permitiéndole reconstruir la empresa a su propia imagen y evitar que sus rivales de siempre se establezcan. Spider-Man 2099 llega justo cuando Sloan entra en su portal, pero salta a través del portal demasiado tarde para detenerlo. Atrapado en el portal, Spider-Man 2099 ve visiones del Spider-Man original siendo asesinado por Anti-Venom y como la historia se altera a su alrededor.
A su regreso a 2099, Spider-Man 2099 (no afectado por el cambio del tiempo debido a estar atrapado en el portal) descubre que los cambios de Sloan a la línea de tiempo han reducido la Ciudad de Nueva York a una horripilante distopía. Spider-Man 2099 luego utiliza el ADN de Peter Parker, almacenado en los archivos de la empresa, para crear un vínculo cronal con él, de vuelta al día de hoy. Luego le advierte a Spider-Man, que ahora trabaja para Alchemax en el departamento de genética en lugar del Daily Bugle, sobre los eventos por venir sobre su muerte en el 66to piso del edificio de Alchemax. Sin embargo, Spider-Man se niega a obedecer sus órdenes de dejar el edificio si las personas inocentes están en peligro y viaja hasta el piso 66. Durante sus conversaciones, los dos Spider-Man descubren que el agujero de gusano entre sus líneas de tiempo ha creado un "campo cuántico de causalidad", con el resultado de que las acciones tomadas en el pasado automáticamente cambien el futuro; un ejemplo siendo el intento de Anti-Venom de dejar caer un ascensor sobre Spider-Man resultando en que el ascensor que Spider-Man 2099 estaba utilizando en el futuro se convierta en un armario. Viajando al piso 66, Spider-Man se ve confrontado por Anti-Venom, Sloan y el Dr. Otto Octavius. Spider-Man lucha con Anti-Venom, pero es finalmente asesinado por él. Segundos más tarde, Spider-Man 2099 saca a Spider-Man a través de la puerta en un esfuerzo por salvarlo.
Mientras envía a Spider-Man al futuro para revivirlo, Spider-Man 2099 viaja a través del portal hacia el pasado y lucha con Anti-Venom, rompiendo el chip que le permitió a Sloan y Octavius para controlarlo. Furioso, Anti-Venom se topa a sí mismo, a Sloan y a Octavius con el portal del tiempo, fusionando a los tres en un monstruo que Spider-Man apoda "Atrocidad". Ambos Spider-Man son atascados en la línea de tiempo del otro, con los eventos resultantes como la casi muerte de Mary Jane Watson en Alchemax antes de que Spider-Man 2099 la salva, y una confrontación con Gata Negra 2099. En el futuro, mientras investigaba los archivos centrales de la compañía para averiguar cómo reparar el portal ayudado por Spider-Man 2099 alterando los planos de construcción en el pasado para proveerle un camino a los archivos en el futuro, Spider-Man se entera de que se convertirá en el CEO de Alchemax gracias a una droga antienvejecimiento, con su yo futuro habiendo instalado toda la crisis para sus propios fines. Él encuentra el portal y regresa al presente sólo para que "Atrocidad" lo ataque, obligando a Spider-Man a atraer a la criatura a una trampa y toma sus muestras de ADN para que Spider-Man 2099 pueda analizar su ADN en el futuro, descubriendo la verdad sobre su creación.
Así como Spider-Man 2099 teoriza que forzar a Atrocidad de vuelta al portal podría interrumpir y poner fin a la tormenta de tiempo, él es contactado por el CEO Peter, que revela que pretende aprovechar la tormenta cuántica para reescribir su historia y deshacer sus errores del pasado, rehacer el universo entero a su imagen. Después de una batalla final con la Atrocidad y el CEO, Spider-Man y Spider-Man 2099 se topan a ambos en la puerta, con la consiguiente liberación de energía cuántica colapsando el puente y terminando con la tormenta de tiempo, lo que también revierte los cambios producidos por Sloan y el CEO, sin dejar a nadie excepto al dúo de Spider-Man con algún recuerdo de ellos. Spider-Man 2099 luego le da a Spider-Man una charla sobre viajes en el tiempo, terminando el juego.

### Personajes
| Universo Sorprendente                                                                                    | Universo 2099 |
| --- | --- |
| - Spider-Man - Anti-Venom - Mary Jane Watson - Rhino→ - Doctor Octopus - Atrocidad - Shocker→ - Amenaza→ | - Spider-Man 2099 - Walker Sloan - Gata Negra 2099 - Peter Parker 2099, CEO de Alchemax - Gran Rueda 2099→ - Overdrive 2099→ - Arcade 2099→ |

→Exclusivo de la versión de Nintendo DS.

## Desarrollo y comercialización
La información sobre el juego fue lanzado por primera vez en WonderCon el 2 de abril de 2011.
Los clientes que piden por anticipado el juego en GameStop tendrán acceso anticipado a trajes alternativos descargables bonus inspirados en la historia Crisis de Identidad, mientras que los pedidos anticipados de Amazon.com permitirá al cliente desbloquear el traje Fundación Futuro de Spider-Man para las versiones para PlayStation 3 y Xbox 360 al principio del juego. Los clientes que pre-ordenen el juego en Best Buy tendrán acceso previo al traje Big Time de Spider-Man. El traje de Spider-Man usado por Miles Morales, el sucesor de Peter Parker en el Universo Ultimate, también estará disponibles. Los trajes Armadura-Araña, Spider-Man Cósmico, Spider-Man 2099 Cósmico, Iron Spider, Guerra Secreta, Spider-Man 1602, Araña Escarlata y Zona Negativa pueden ser desbloqueados, sólo si un jugador tiene una partida guardada de Shattered Dimensions en su PlayStation 3, Xbox 360 o Wii.

### Sonido
Josh Keaton (quien previamente le dio voz a Spider-Man en The Spectacular Spider-Man, Marvel Super Hero Squad: el videojuego, Marvel Super Hero Squad: The Infinity Gauntlet y Marvel vs. Capcom 3: Fate of Two Worlds así como Ultimate Spider-Man en Shattered Dimensions) le da voz a Spider-Man (Peter Parker) mientras Christopher Daniel Barnes (quien previamente le dio voz a Spider-Man en la serie animada de 1990 Spider-Man y Spider-Man Noir en Shattered Dimensions) le da voz a Spider-Man 2099 (Miguel O'Hara). Val Kilmer le da voz a Dr. Walker Sloan. Laura Vandervoort le da voz a Mary Jane Watson. Katee Sackhoff le da voz a Gata Negra 2099. Steven Blum le da voz a Anti-Venom, Shocker y Gran Rueda 2099, Dave B. Mitchell le da voz al Doctor Octopus, Fred Tatasciore le da voz tanto a J. Jonah Jameson como a Atrocidad, Tara Strong le da voz a Amenaza, Kari Wahlgren le da voz a Overdrive 2099 y Jim Cummings como Arcade 2099. Las voces adicionales fueron proporcionadas por Carlos Alazraqui, Gregg Berger, Curtis Kollar, Matt Nolan, Nolan North, Khary Payton, André Sogliuzzo, Keith Szarabajka, James Arnold Taylor, y Ron Yuan. Jamie Thomason hizo la dirección de la voz para este juego. La música de banda sonora original fue escrita por Gerard Marino, compositor principal de la serie God of War. La PlayStation 3 es la única versión que ofrece sonido envolvente DTS.

## Recepción
Spider-Man: Edge of Time ha recibido críticas mixtas. McKinley Noble de GamePro criticó mucho el juego señalando finalmente no está a la altura de Shattered Dimensions, dándole sólo a Edge of Time una clasificación "justa" de 3 sobre 5. Joystiq fue más crítico, dándole al juego 2.5/5 y criticando la desviación de Beenox del personaje Spider-Man. IGN le dio a "Edge of Time", un 4.5 sobre 10. GameSpot le dio al juego un 6 sobre 10, diciendo que "cuenta un cuento de saltos en el tiempo absurdo y divertido, pero entrar en las mallas de sus dos héroes no se siente tan emocionante como debe ser." Gameinformer le dio un 6.5, diciendo "Edge of Time es un paso enorme atrás en la fórmula que funcionó.". Destuctoid le dio al juego un 5 sobre 10. Gametrailers le dio al juego un 5.4 sobre 10, elogiando la historia y la actuación de voz, pero criticando la repetición de jugabilidad. En el otro extremo del espectro, Game Chronicles le dio al juego una crítica muy positiva, afirmando que "Edge of Time se destaca en todos los aspectos de diseño de juego con combate sólido, puzles de navegación divertido, y una de las mejores presentaciones cinemáticas de cualquier juego de Spider-Man hasta la fecha" y otorgándole una puntuación de 8/10.